# Ekonomizem
Beseda ekonomizem se je v marksističnem diskurzu pričela uporabljati v začetku 20. stoletja, označuje pa zagovornike stališča, da se mora delavski boj omejiti na ekonomsko bojno polje, da torej naj ne preide v politični boj. Ekonomizem zagovarja, da naj bodo glavni cilji delavskega razreda izboljšanje njegovega življenjskega položaja, kamor spadajo višje mezde, krajši delovni dan in boljši delovni pogoji. Nadalje je za ekonomizem sindikalni boj edino smiselno bojno polje delavskega razreda, vsakršen politični boj pa je izguba časa in sredstev.

## Marksistična obravnava ekonomizma

### Strateški in taktični problemi
Lenin v ekonomizmu vidi dve pomanjkljivosti: taktično in strateško. Iz strateškega vidika je temeljni problem ekonomizma, da v svojem delovanju predpostavlja večnost kapitalizma, kar vpliva na njegov končni cilj. Slednji ni odprava kapitalističnega načina produkcije, ampak nasprotno izboljšanje položaja delavskega razreda v okviru kapitalizma. Revoluciji nasprotuje, ker naj bi ta bila nepotrebno poglabljanje v "ideologijo". Ekonomizem nasprotuje avantgardni komunistični partiji, saj naj bi ta zanemarjala "materialne" okoliščine gibanje (Lenin je za to uporabil pridevnik "spontano").
Iz strateških napak ekonomizma sledijo tudi njegove taktične napake. Kapitalističnega načina produkcije ne razume kot obdobja v človeški zgodovini, ampak ga jemlje za stalnico; za ekonomizem mezdno delo ni politično vprašanje, ampak naravni zakon. Posledično ekonomizem ne pripravlja delavskega razreda na prevzem oblasti iz rok buržoazije, ampak ga nasprotno kroti v plačna pogajanja in sklepanje kolektivnih pogodb. Ekonomizem si ne prizadeva povzdigniti delavski razred v prevladujočo družbeno silo, ki bo odpravila kapitalizem, ampak nasprotno njegov boj omejuje na pogajanja o mezdah in delovnem dnevu. Drugače: zapostavlja dolgoročne cilje razrednega boja zavoljo kratkoročnih pridobitev  .

### Povezovanje političnega in ekonomskega boja
Ena izmed pomembnejših marksističnih kritik ekonomizma je, da ta zanemarja politični boj. Marksizem razredni boj ne pojmuje kot le ekonomski, ampak tudi kot politični boj; zanj je ločnica med obema bojema umetno postavljena, od razrednega boja pa zahteva ravno povezovanje političnega in ekonomskega boja. Rosa Luxemburg, na primer, v delu »Množična stavka, partija in sindikati« opisuje medsebojni vpliv političnega in ekonomskega reformističnega boja. Tukaj tudi izpostavi, da že reformistični ekonomski boj pusti posledice na družbeni politični sceni. Engels v predgovoru k delu Položaj delavskega razreda v Angliji na primeru angleškega parlamenta prikazuje, kako so z razvojem delavskih gibanj in delavske stranke buržoazne in malomeščanske politične stranke (v času pisanja teksta) pričele izgubljati monopol, pa tudi iniciativo, v političnem boju.
Razlog za vztrajanje pri povezovanju ekonomskega in političnega boja v razrednem boju pa je za marksizem še bolj pomembno zaradi dolgoročnejših ciljev. Za marksizem reformistični delavski boji niso cilj, ampak sredstvo za dosego cilja. Marksizem delavskemu boju postavi zahtevo, da prevzame politično oblast (tj. da vzpostavi diktaturo proletariata), ki jo nato uporabi, da zgradi brezrazredno in brez-državno družbo: komunizem. 
Takšne zahteve delavskim gibanjem ne postavlja le marksizem-leninizem (vključno z Roso Luxemburg ), ampak že utemeljitelja marksizma: Karl Marx in Friedrich Engels. V Komunističnem manifestu postavita, da je zgodovinska možnost in naloga proletariata, da dokončno odpravijo razredno družbo.

### Kritika spontanizma in vprašanje avantgarde
Marksistična kritika ekonomizma glede vprašanja revolucionarne avantgarde (tako njenega obstoja kot njene vloge v razrednem boju) je namenjena tako ekonomizmu kot spontanizmu na sploh, ki je sicer pomemben sestavni element ekonomizma. Marksizem obema očita, da se zadovoljijo z zahtevami, ki so glede na potenciale delavskega boja skromne. Tudi preko kritike ekonomizma marksizem-leninizem s tem vzpostavlja relevantnost koncepta avantgardne komunistične partije. V marksizmu-leninizmu je naloga komunistične partije radikalizacija razrednega boja z organizacijo delavskega razreda in izoblikovanjem njegove razredne zavesti. Ekonomizmu očita, da ne počne ne eno ne drugo; očita mu »poklekanje pred spontanostjo«, da se torej zadovolji z obstoječo stopnjo razredne zavesti. Lenin v delu »Kaj storiti?« nasprotno zahteva, da se to zavest dvigne na višji, revolucionarni nivo. V podobnem duhu zahteva, da se boj za višje mezde in krajši delovni dan razvije v boj za prevzem politične oblasti in nadzora nad družbenimi produkcijskimi sredstvi; ekonomizem ne postavlja ne prve ne druge zahteve, saj so takšne poteze politične, ker presegajo kratkoročne reformistične zahteve in so posledično za ekonomizem »ideološke«.